# Dominika Dudek
Dominika Dudek (ur. 2 lipca 1969 w Krakowie) – polska lekarka psychiatrii, profesor nauk medycznych, kierowniczka Katedry Psychiatrii i Kliniki Psychiatrii Dorosłych Collegium Medicum Uniwersytetu Jagiellońskiego, specjalistka w zakresie psychiatrii klinicznej, zaburzeń depresyjnych oraz choroby dwubiegunowej, od 2013 redaktorka naczelna czasopisma „Psychiatria Polska”, prezeska Polskiego Towarzystwa Psychiatrycznego od 2022.

## Życiorys
Jest córką kardiologa Jacka Dubiela.
W 1993 roku ukończyła studia w Collegium Medicum Uniwersytetu Jagiellońskiego. W tej jednostce uzyskała I i II stopień specjalizacji z psychiatrii. W 1998 uzyskała stopień doktora nauk medycznych na podstawie dysertacji Spostrzeganie relacji małżeńskich przez pacjentów depresyjnych i ich współmałżonków w aspekcie stylu poznawczego napisanej pod kierunkiem Andrzeja Zięby. W 2006 roku uzyskała stopień naukowy doktora habilitowanego, a w 2012 tytuł profesora nauk medycznych.
Od 1993 roku nieprzerwanie pracuje w Katedrze Psychiatrii Collegium Medicum Uniwersytetu Jagiellońskiego, początkowo jako asystentka, od 2000 roku jako adiunktka, a od 2013 roku jako profesor nadzwyczajny. W latach 2013–2017 była kierowniczką Zakładu Zaburzeń Afektywnych Katedry Psychiatrii Collegium Medicum UJ. W 2017 roku objęła kierownictwo Kliniki Psychiatrii Dorosłych Katedry Psychiatrii CMUJ. Od 2019 kieruje także Katedrą Psychiatrii CMUJ. W latach 2010–2014 była zatrudniona także w Instytucie Farmakologii PAN.
Opublikowała kilkaset prac badawczych w recenzowanych czasopismach naukowych, była redaktorem i współautorem kilku monografii. Specjalizuje się w psychiatrii klinicznej, nawracających zaburzeniach depresyjnych, chorobie afektywno-dwubiegunowej, stanach lekoopornych w psychiatrii, zaburzeniach psychicznych u pacjentów ze schorzeniami somatycznymi, zaburzeniach psychicznych związanych z ciążą i porodem. 
W 2013 roku została redaktorką naczelną czasopisma Psychiatria Polska. Była też redaktorką lub członkinią komitetów redakcyjnych czasopism: Biblioteka Psychiatrii Polskiej, Archives of Psychiatry and Psychotherapy, Lęk i Depresja, Medycyna Praktyczna Psychiatria, Wiadomości Psychiatryczne, Neuropsychiatria i Neuropsychologia, Farmakoterapia w Psychiatrii i Neurologii.
Jest członkinią Polskiego Towarzystwa Psychiatrycznego. W latach 2016–2019 była jego wiceprezeską. Od 2018 roku jest przewodniczącą Komitetu Redakcyjno-Wydawniczego PTP. Została wybrana na prezeskę Polskiego Towarzystwa Psychiatrycznego na kadencję 2022–2025.
Została wybrana także na członkinię szeregu innych towarzystw, m.in. International Society of Bipolar Disorders, Polsko-Izraelskiego Towarzystwa Zdrowia Psychicznego, European Psychiatric Association oraz członkinię sekcji neurobiologii Centrum Kopernika Badań Interdyscyplinarnych.
W 2007 roku została wybrana na członkinię Rady Naukowej Instytutu Psychiatrii i Neurologii. W latach 2011–2015 była członkinią Rady Instytutu Farmakologii PAN.
W 2012 roku została Przewodniczącą Państwowej Komisji Egzaminacyjnej w Krakowie w dziedzinie Psychiatrii. Od 2013 roku jest członkinią komisji Centrum Egzaminów Medycznych ds. nauczania w psychiatrii. Od 2008 roku zasiada w Stałej Komisji Wydziałowej ds. Nauczania. Od 2010 roku jest w grupie zarządzania jakością projektu Program wsparcia adaptacyjnego dla studentów UJ chorujących psychicznie przy rektorze Uniwersytetu Jagiellońskiego. Od 2019 roku jest członkinią Rady Dyscypliny CMUJ.
Corocznie organizuje konferencje naukowe z cyklu Farmakoterapia, Psychoterapia i Rehabilitacja Zaburzeń Afektywnych (łącznie dwadzieścia dwie edycje do 2017 roku). Zorganizowała także cykl popularnych wykładów i dyskusji Rozmowy o człowieku, poświęcony pamięci Jerzego Vetulaniego, odbywający się od października 2017 roku – początkowo w kawiarni De Revolutionibus, a od stycznia 2018 roku w budynku Polskiej Akademii Umiejętności.
W 2020 roku opublikowała wraz z dziennikarką Marią Mazurek książkę popularnonaukową Nie tylko mózg. Opowieść psychiatry o ludzkim umyśle (Wydawnictwo Mando).
Zaangażowana w szereg inicjatyw społecznych, od 2019 roku jest członkinią Rady Zdrowia Psychicznego przy Prezydencie Miasta Krakowa. Również od 2019 jest członkinią Rady Społecznej Szpitala im. J. Babińskiego w Krakowie.
W czerwcu 2020 była autorką listu do prezydenta RP Andrzeja Dudy przeciwko dyskryminacji osób LGBT, który podpisało ponad trzysta naukowców z dziedziny psychiatrii i innych dziedzin medycyny. W październiku 2021 była sygnatariuszką listu naukowców medycyny z apelem do ministra spraw wewnętrznych i administracji Mariusza Kamińskiego o „niezwłoczne umożliwienie wjazdu do strefy objętej stanem wyjątkowym niezależnej grupie medyków w celu niesienia tam pomocy humanitarnej” migrantom przybywającym do Polski przez terytorium Białorusi.
Jej mężem był kardiolog Dariusz Dudek.

## Książki
- 2002: Choroba afektywna dwubiegunowa – wyzwania diagnostyczne (red. wraz z Januszem Rybakowskim i Marcinem Siwkiem)
- 2009: Najnowsze techniki neuromodulacyjne w terapii zaburzeń depresyjnych (red. wraz z Tomaszem Zyssem i Andrzejem Ziębą)
- 2009: Zaburzenia psychiczne w chorobach somatycznych. Praktyczne wskazówki diagnostyczne i terapeutyczne (wraz z Joanną Rymaszewską)
- 2010: Depresja. Wiedzieć aby pomóc (red. wraz z Andrzejem Ziębą)
- 2011: Ból i depresja (red.)
- 2014: Psychiatria na obcasach (red. wraz z Joanną Rymaszewską)

### Wywiady-rzeki
- 2020: Nie tylko mózg. Opowieść psychiatry o ludzkim umyśle (wraz z Marią Mazurek)
- 2021: Sztuka obsługi życia. O fobiach, nadziejach i całym tym chaosie (wraz z Bogdanem de Barbaro i Piotrem Żakiem)

## Nagrody
- Nagroda Ministra Zdrowia za wybitne osiągnięcia naukowe w dziedzinie psychiatrii (1998)
- Nagroda Polskiego Towarzystwa Psychiatrycznego im. W. Moczulskiego za najlepszą rozprawę doktorską (2001)
- Nagroda dla opiekuna najlepszego Studenckiego Koła Naukowego (trzykrotnie)
- Nagroda Aktywnie Przeciw Depresji
- Nagroda zespołowa Rektora Uniwersytetu Medycznego we Wrocławiu za ważne i twórcze osiągnięcia w pracy naukowej za cykl prac na temat depresji lekoopornej (2013)
- Nagroda Miasta Krakowa (2022)[11]
- Nagroda im. Kazimiery Bujwidowej (2023)[12]